# Curuapira exotica
Curuapira exotica är en skalbaggsart som beskrevs av Martins och Maria Helena M. Galileo 1998. Curuapira exotica ingår i släktet Curuapira och familjen långhorningar.
Artens utbredningsområde är Venezuela. Inga underarter finns listade i Catalogue of Life.